# Battaglia di Caldiero (1805)
La battaglia di Caldiero ebbe luogo il 30 ottobre 1805. Il maresciallo di Francia Andrea Massena, alla testa di circa 37 000 francesi, affrontò un esercito austriaco forte di ben 50 000 uomini, guidato dall'Arciduca Carlo, posizionato nel villaggio di Caldiero e sulle colline circostanti.
Massena attaccò e prese le colline, mentre il villaggio resistette sino al cadere della notte. Nel corso della notte l'Arciduca Carlo fece muovere salmerie ed artiglieria, lasciando a coprire la ritirata circa 5 000 uomini, al comando del generale Hillinger. Questa retroguardia venne catturata il giorno successivo. Gli austriaci registrarono circa 3 000 fra morti e feriti, oltre 8 000 prigionieri, inclusa la retroguardia dell'Hillinger, contro circa 4 000 morti e feriti da parte francese. Il sistema tedesco di difesa del Veneto crollò.